# 最善房地產投資信託
最善房地產投資信託（SGX：DZ8U）是新加坡的房地產信託基金，主要在日本持有住宅物業。
2007年，最善房地產投資信託進行公開招股，以每股售價1至1.08新加坡元發行1億9670萬個單位，集資最多2.125億新加坡元，用以收購15項日本物業。最善房地產投資信託在2007年11月9日在新加坡交易所上市。

## 外部連結
- 最善房地產投資信託